# Liga Galega de Polo Aquático
A Liga Galega de Wáter-polo é um campeonato de pólo aquático da Galiza.
Clubes
- Club Natación Coruña-Banco Gallego, da Coruña.
- , Asociación Coruñesa de Waterpolo, da Coruña.
- , Club Marina Ferrol, de Ferrol.
- Club Natación Avilés, de Avilés, Asturias.
- Club Waterpolo Santiago, de Santiago de Compostela.
- Club Natación Padrón, de Padrón.
- Club Natación Pontevedra, de Pontevedra.
- Club Waterpolo Ourense, de Ourense.

## História
| Temporada | Campeão   | Vice-campeão  |
| --------- | --------- | ------------- |
| 2003/2004 | CN Coruña | CN Pontevedra |
| 2004/2005 | CN Coruña | CW Santiago   |
| 2005/2006 | CN Coruña | CW Santiago   |
| 2006/2007 | CN Coruña | CW Santiago   |